# Reaganligan
Reaganligan var en rånarliga i Sverige, som under sent 1980-tal och tidigt 1990-tal förövade bankrån utklädda till USA:s dåvarande president Ronald Reagan (avgick januari 1989). Rånen utfördes norr om Stockholm. Bland annat rånades postkontoret i Bollstanäs år 1999.